# La Mure
La Mure is een gemeente in het Franse departement Isère (regio Auvergne-Rhône-Alpes). De stad maakt deel uit van het arrondissement Grenoble. La Mure telde op 1 januari 2022 4.940 inwoners. 

## Geografie
De oppervlakte van La Mure bedroeg op 1 januari 2022 8,33 vierkante kilometer; de bevolkingsdichtheid was toen 593 inwoners per km².

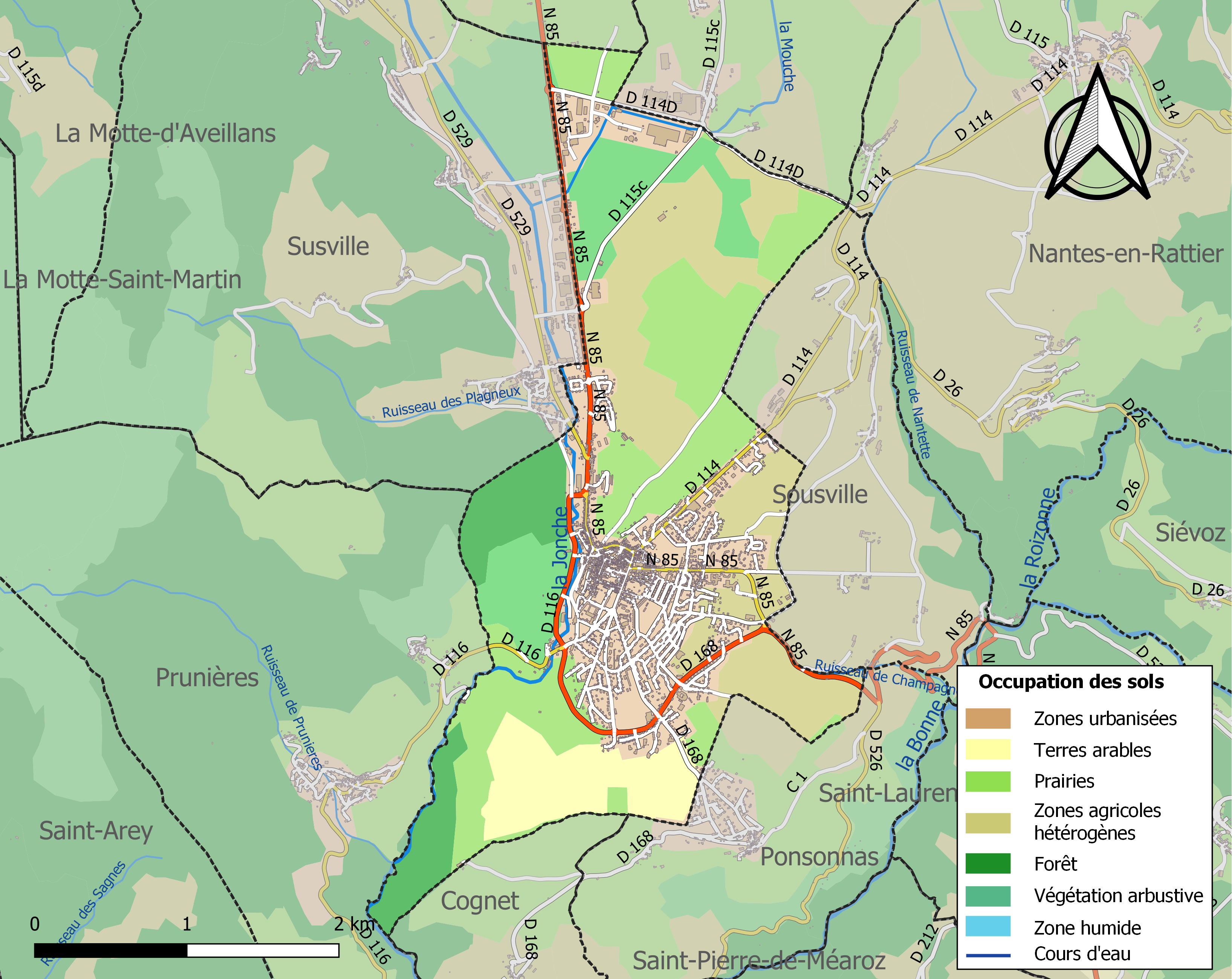
Kaart van de gemeente met de belangrijkste infrastructuur, bodemgebruik en omliggende gemeenten

## Demografie
Onderstaande figuur toont het verloop van het inwonertal (bron: INSEE-tellingen).

## Geboren in La Mure
- Pierre-Julien Eymard (1811-1868), priester en ordestichter
- Anatole Novak (1937-2022), wielrenner
- Thierry Bourguignon (1962), wielrenner